# Володарское сельское поселение (Ленинградская область)
Волода́рское се́льское поселе́ние — муниципальное образование в составе Лужского муниципального района Ленинградской области России.
Административный центр — посёлок Володарское.

## География
Поселение расположено в южной части района.
По территории поселения проходят автодороги:
- Р23 «Псков» (E 95, Санкт-Петербург — граница с Белоруссией)
- 41К-254 (Городец — Конезерье)
- 41К-666 (подъезд к дер. Новоселье)
- 41К-681 (Киевское шоссе — Крени)
- 41К-685 (Конезерье — Святьё)
- 41К-707 (Ивановское — Городец)

Расстояние от административного центра поселения до районного центра — 28 км.
Рельеф территории равнинный, абсолютные высоты 0—100 метров над уровнем моря.
Климат умеренно континентальный. Средняя температура июля 17 °C, января — −8 °C. Среднегодовое количество осадков 650—700 мм.
Почвы среднеподзолистые и слабоподзолистые.
Леса коренные, сосновые. Уровень лесистости средний и высокий.

## История
В конце 60-х — начале 70-х годов XX века центр Городецкого сельсовета был перенесён в посёлок Володарское, а сельсовет был переименован в Володарский сельсовет.
18 января 1994 года постановлением главы администрации Ленинградской области № 10 «Об изменениях административно-территориального устройства районов Ленинградской области» Володарский сельсовет, также как и все другие сельсоветы области, был преобразован в Володарскую волость.
С 1 января 2006 года в соответствии с областным законом № 65-оз от 28 сентября 2004 года «Об установлении границ и наделении соответствующим статусом муниципального образования Лужский муниципальный район и муниципальных образований в его составе» образовано Володарское сельское поселение, в состав которого вошла территория бывшей Володарской волости.

## Население
| 2006  | 2010  | 2011  | 2012  | 2013  | 2014  | 2015  |
| ----- | ----- | ----- | ----- | ----- | ----- | ----- |
| 1700  | ↘1605 | ↘1598 | ↗1605 | ↗1606 | ↗1613 | ↗1634 |
| 2016  | 2017  | 2018  | 2019  | 2020  | 2021  | 2023  |
| ↘1611 | ↘1589 | ↘1523 | →1523 | ↘1463 | ↗1640 | ↘1602 |
| 2024  | 2025  |       |       |       |       |       |
| ↘1580 | ↘1560 |       |       |       |       |       |

## Состав сельского поселения
| №  | Населённый пункт | Тип населённого пункта          | Население    |
| -- | ---------------- | ------------------------------- | ------------ |
| 1  | Бусаны           | деревня                         | ↗14 (2017)   |
| 2  | Владычно         | деревня                         | ↘7 (2017)    |
| 3  | Володарское      | посёлок, административный центр | ↗1129 (2017) |
| 4  | Городец          | деревня                         | ↘114 (2017)  |
| 5  | Заозерье         | деревня                         | ↘17 (2017)   |
| 6  | Ивановское       | деревня                         | ↗137 (2017)  |
| 7  | Конезерье        | деревня                         | ↘147 (2017)  |
| 8  | Красная Горка    | деревня                         | →0 (2017)    |
| 9  | Новоселье        | деревня                         | ↘36 (2017)   |
| 10 | Подлесье         | деревня                         | ↘41 (2017)   |
| 11 | Святьё           | деревня                         | ↗8 (2017)    |
| 12 | Стелёво          | деревня                         | →0 (2017)    |
| 13 | Хвошно           | деревня                         | ↘9 (2017)    |

## Достопримечательности

### Городище «Городец под Лугой»
В деревне Городец расположено древнее городище (IX век) — Городец под Лугой площадью 90×60 м, окружённое валами высотой до двух метров.

### Дремяцкий погост
У деревни Новоселье находился Дремя́цкий (Гремяцкий) погост Шелонской пятины, отмеченный в новгородских писцовых книгах.